# بوب سيمبسون (سياسي)
بوب سيمبسون هو سياسي كندي، ولد في 1950 في اسكتلندا في المملكة المتحدة. حزبياً، نشط في الحزب الديمقراطي الجديد في كولومبيا البريطانية ‏.